# Esther Bernstorff

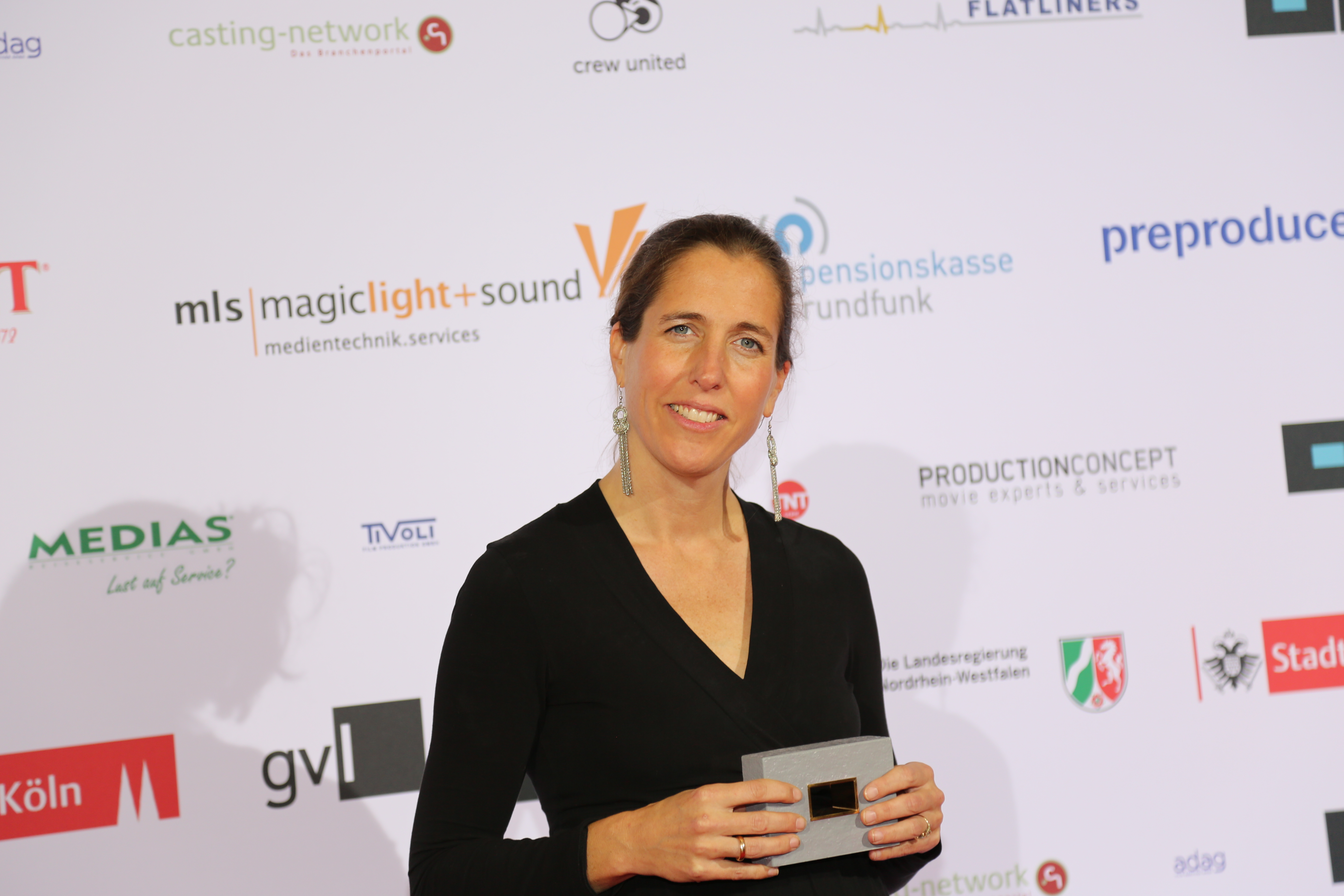
Esther Bernstorff bei der Verleihung der Auszeichnungen der Deutschen Akademie für Fernsehen (DAFF) 2017.

Esther Bernstorff (* 1976 in Essen) ist eine deutsche Drehbuchautorin.

## Leben
Von 1997 bis 2000 studierte Esther Bernstorff „Film und Kommunikation“ an der damaligen London Guildhall University, von 2002 bis 2004 schloss sich ein Studium an der Deutschen Film- und Fernsehakademie Berlin (dffb) an. Seit ihrem Abschluss schreibt sie Drehbücher für Film und Fernsehen, die zum Teil mehrfach prämiert wurden. Wiederholt arbeitete Bernstorff in der Vergangenheit dabei mit der Regisseurin und Autorin Emily Atef zusammen, die sie an der dffb kennengelernt hatte. Bereits für ihren ersten gemeinsamen Film Molly’s Way wurden beide mit dem Förderpreis Deutscher Film ausgezeichnet.

## Filmografie
- 2004: Häschen in der Grube (Kurzfilm)
- 2004: Gut möglich, dass ich fliegen kann (Kurzfilm)
- 2007: GG 19 – Deutschland in 19 Artikeln (Artikel 4)
- 2008–2010: Der Kriminalist (3 Folgen)
- 2013: Meine Schwestern
- 2015: 4 Könige
- 2016: Ein Teil von uns
- 2024: Haus aus Glas (Miniserie, 6 Folgen)
- 2024: Querschuss

gemeinsam mit Emily Atef
- 2005: Molly’s Way
- 2008: Das Fremde in mir
- 2012: Töte mich

## Auszeichnungen (Auswahl)
- 2004: Murnau-Kurzfilmpreis für Häschen in der Grube
- 2005: Förderpreis Deutscher Film für Molly’s Way
- 2006: Nominierung zum Deutschen Kurzfilmpreis für Gut möglich, dass ich fliegen kann
- 2008: Spreewald-Literatur-Stipendium
- 2013: Nominierung zum Filmfest Hamburg für Meine Schwestern
- 2016: Deutscher Filmpreis 2016 “Bester Spielfilm in Bronze” für 4 Könige
- 2016: Sonderpreis Drehbuch beim Fernsehfilmfestival Baden-Baden für Ein Teil von uns
- 2017: Grimme-Preis für Ein Teil von uns
- 2017: Auszeichnung der Deutschen Akademie für Fernsehen für Ein Teil von uns[2]

Zwischen 2008 und 2011 zahlreiche Auszeichnungen für den Film Das Fremde in mir.